# Бейоглу
Бейоглу́ (тур. Beyoğlu) — район в европейской части Стамбула (Турция), окружён водами Босфора и бухты Золотой Рог.

## История
Нынешняя территория Бейоглу на северном берегу бухты Золотой Рог заселена человеком на протяжении тысячелетий. В IV—V веках здесь были пригороды Константинополя. После возведения здесь императором Феодосием II Галатской башни город стал называться Галата. Со временем он становится важным торговым центром, заселённым европейцами, в первую очередь венецианцами и генуэзцами. 
Генуэзский квартал был известен также как генуэзская колония Пера, которая являлась важной промежуточной станцией в торговле генуэзских колоний Северного Причерноморья со средиземноморскими странами и южным побережьем«Великого» моря.
В 1273 году византийский император Михаил VIII передаёт город Генуе как торговую колонию. Греки называли её также Пе́ра (греч. Πέρα). В XIV веке генуэзцы обнесли город крепостной стеной, от которой до наших дней сохранилась Галатская башня. Для руководством Галатой Генуя направляла в неё своего подеста. В 1316 году генуэзцы строят здесь Дворец Подеста (Palazzo del Comune), а в 1348-м — уже упомянутую Галатскую башню, один из символов современного Стамбула.
В обороне Константинополя и Галаты от турецкого нашествия византийцы и генуэзцы действовали совместно, тем не менее в 1453 году Галата была взята турецкой армией, и генуэзцы, с разрешения султана Мехмеда II, покинули город, уплыв на острова Эгейского моря.
Теперь в уже турецкой Галате место генуэзцев вскоре заняли венецианцы, назначавшие в Галату своего байло (посланника). Байло играл ту же роль, что и генуэзский подеста — занимался решением политических и хозяйственных вопросов с османским правительством. Решались и другие вопросы — так, венецианец Джентиле Беллини прибыл в Галату, чтобы написать портрет султана Мехмеда II (ныне — в Национальной галерее в Лондоне). Позднее султан Баязид II заказал Леонардо да Винчи проект Галатского моста, который итальянец выполнил в 1502 году. Дворец, в котором жил венецианский байло, вплоть до 1923 года являлся посольством Италии в Турции; в настоящее время там находится итальянское консульство в Стамбуле. После греко-турецкой войны, район Бейоглу остался одним из немногих районов где компактно проживали православные греки.
Современное название Бейоглу по-турецки произносится [bejoː'ɫu] и является турецкой формой итальянского слова байло, переосмысленного как тур. bey oğlu, то есть «сын правителя».

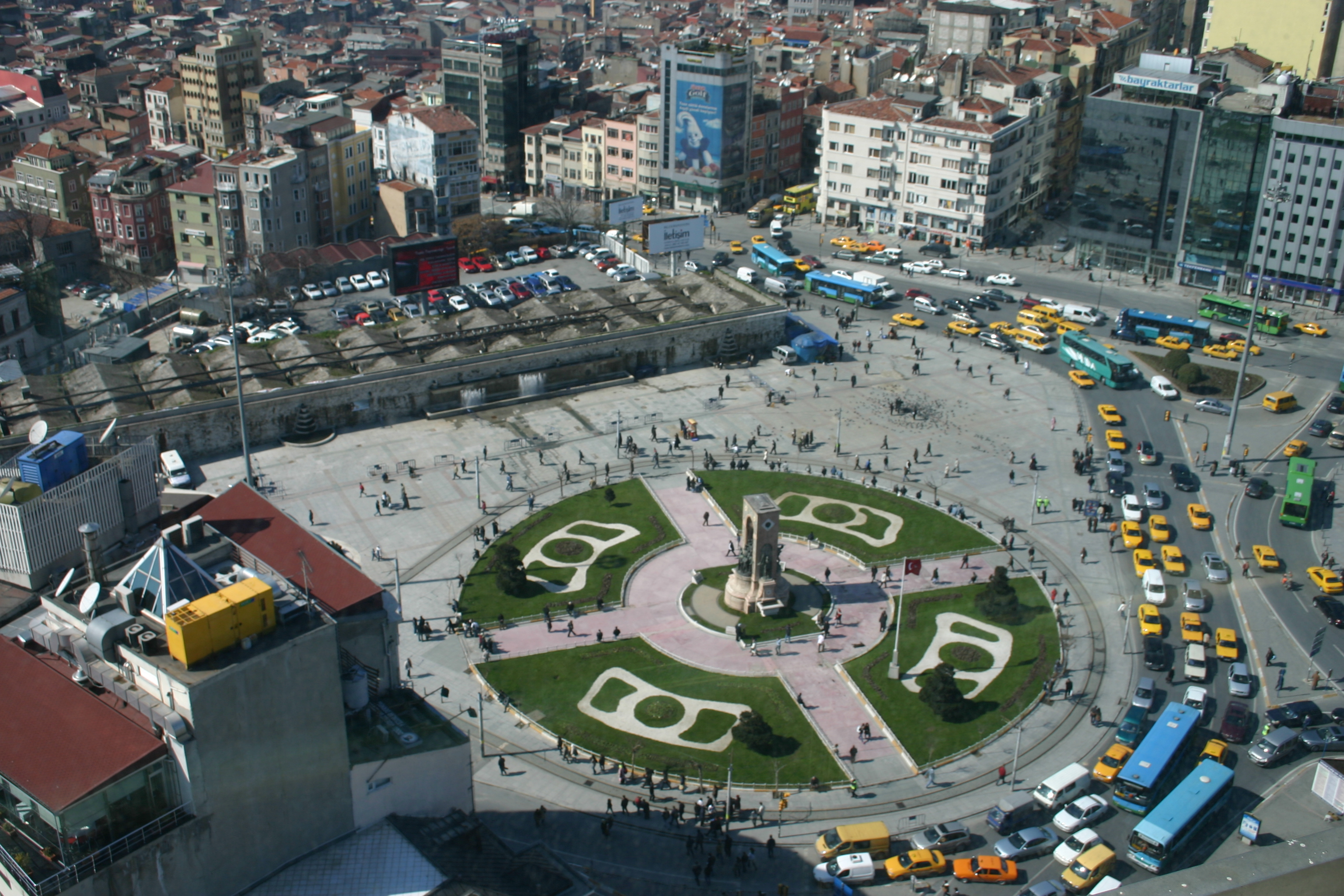
Площадь Таксим

## Архитектура и достопримечательности

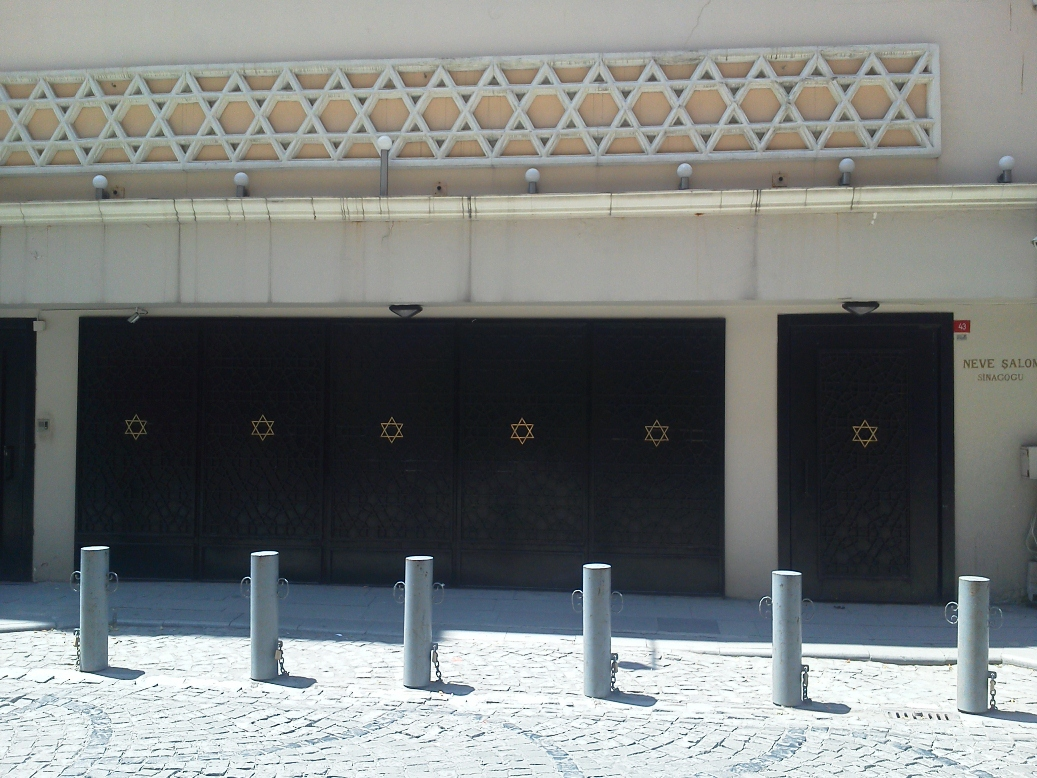
Синагога Неве Шалом

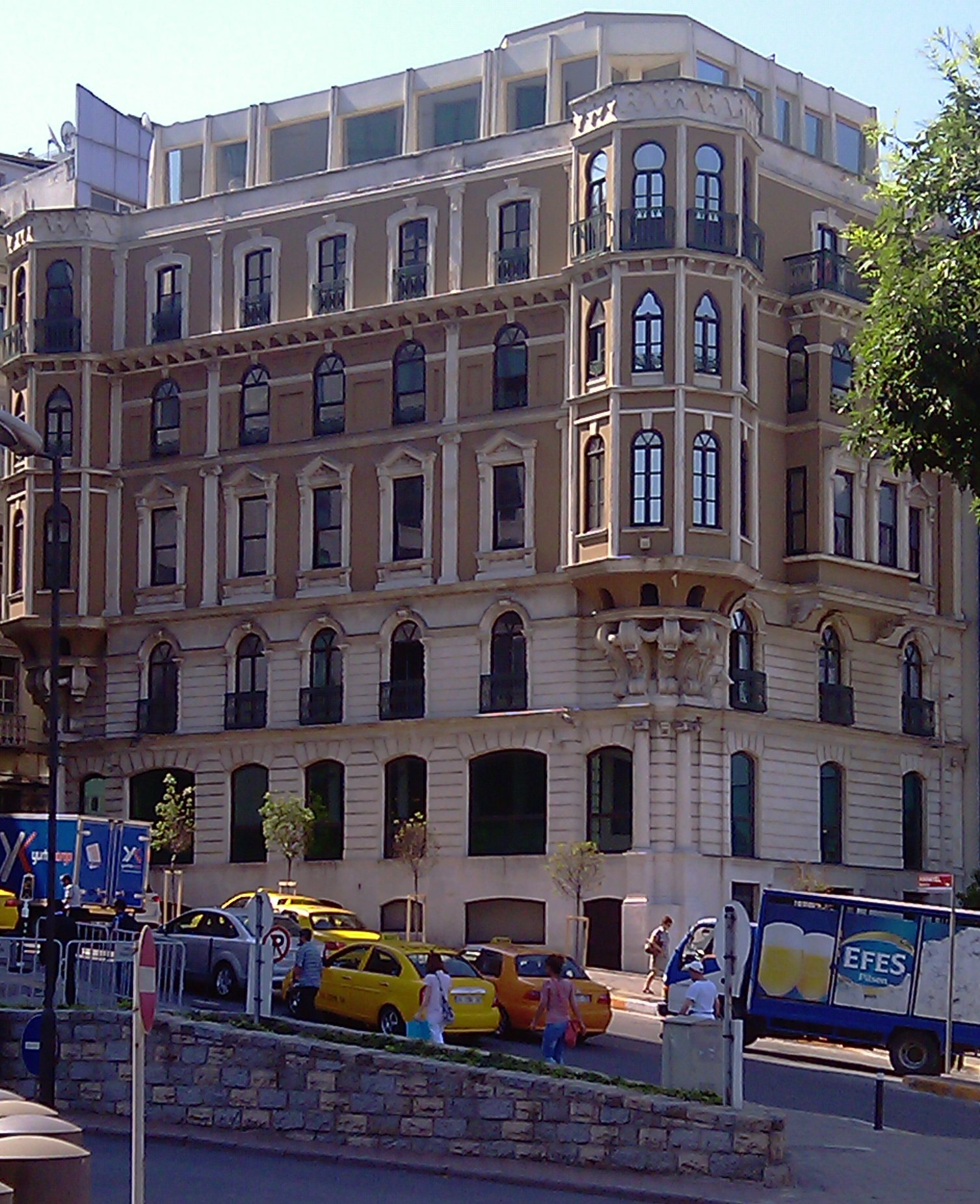
Здание в историческом квартале Пера в Бейоглу, Стамбул

Бейоглу ныне является той частью Стамбула, что спланирована и застроена по европейскому образцу. Многочисленные великолепные постройки в стилях модерн и историзм начала XX столетия выстраиваются в современные торговые улицы и бульвары с цепью супермаркетов и дорогих модных бутиков. Через эти кварталы проложена трамвайная линия, выдержанная в традиционном историческом стиле. На центральной улице Бейоглу Истикляль, расположены магазины, рестораны, кафе, христианские церкви и базары. В 1892 году для размещения пассажиров «Восточного экспресса» в Бейоглу был возведён отель Пера Палас. Здесь Агата Кристи написала свой роман «Убийство в восточном экспрессе», и её комната в отеле охраняется как музей. Также в отеле останавливались Грета Гарбо, Мата Хари, Сара Бернар, Кемаль Ататюрк . Рядом можно увидеть британское консульство и Институт Гёте. В районе Бейоглу находится самая большая в Турции синагога — Неве-Шалом, а также единственный в этой стране Еврейский музей. С основной европейской частью Стамбула, его «старым городом», Бейоглу соединяется Галатским мостом; от моста до Галатской башни ведёт линия исторического метро Тюнель.

## Культурная жизнь
В районе сосредоточено несколько художественных музеев. Музей Современного искусства «Истанбул Модерн», расположен прямо в порту Каракёй на Босфоре, по соседству с Академией изящных искусств, которая носит имя знаменитого турецкого архитектора Мимара Синана. В 2023 году было открыто новое здание музея.
Музей Пера, в одноимённом квартале Пера, представляет постоянную коллекцию экспонатов из произведений искусства с конца османского периода до начала XX века, в том числе и картины известного турецкого художника, археолога и деятеля искусств Османа Хамди Бея. Помимо постоянной экспозиции, в музее также проводятся передвижные выставки европейских знаменитостей, таких как Рембрандт, Гойя и т. д. В Бейоглу, а именно в Чукурджума, находится основанный Орханом Памуком Музей невинности.

## Галерея

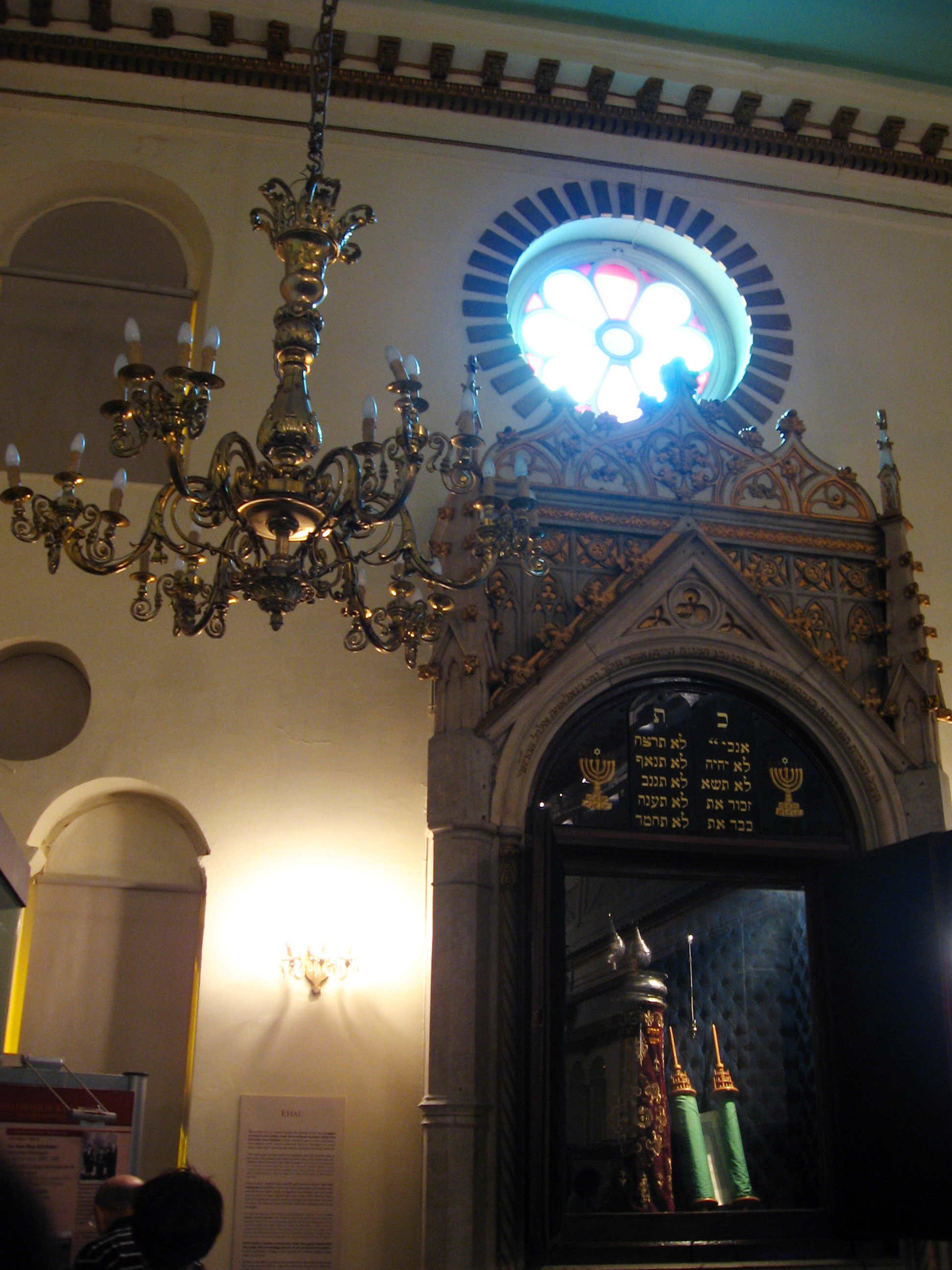
Еврейский музей Турции в помещении синагоги Зульфарис
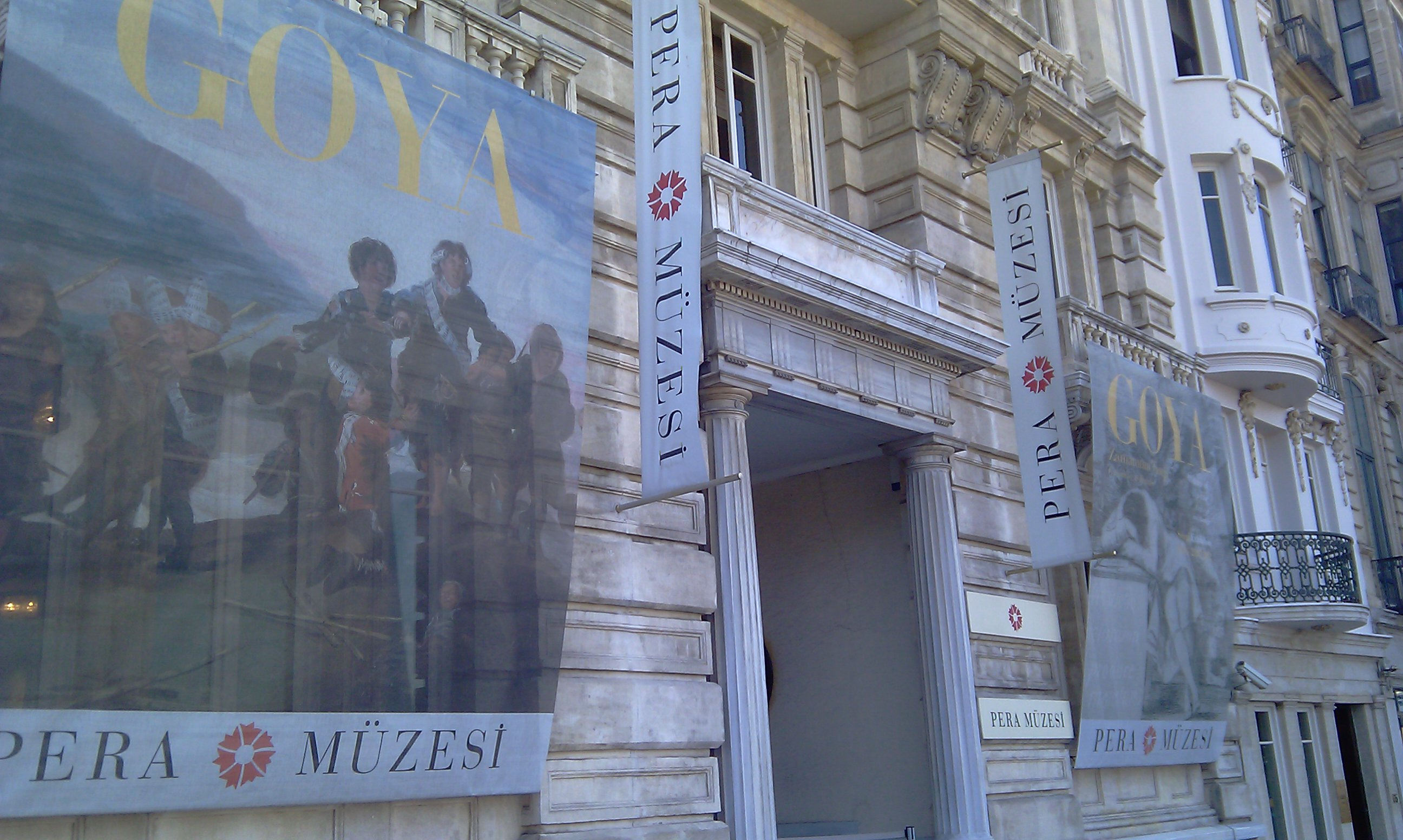
Художественный музей «Пера» в одноимённом историческом квартале в Бейоглу
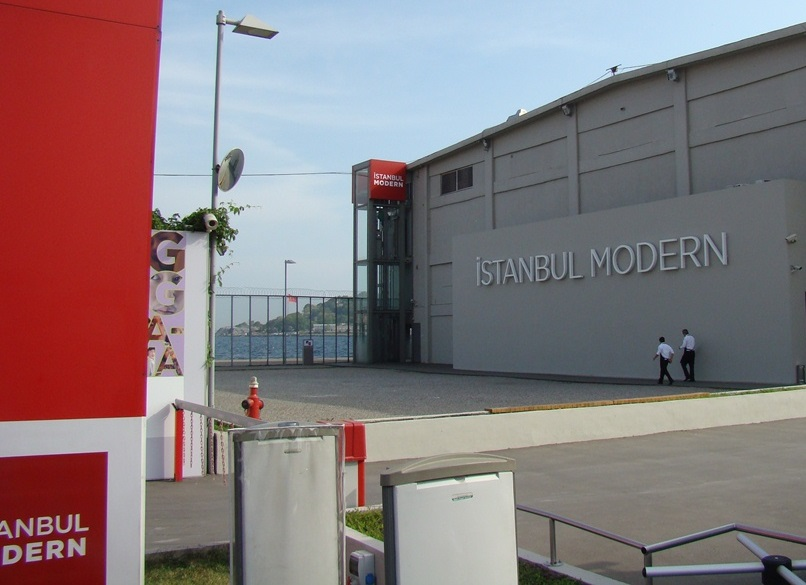
Галерея современного искусства Истанбул Модерн в порту Каракёй
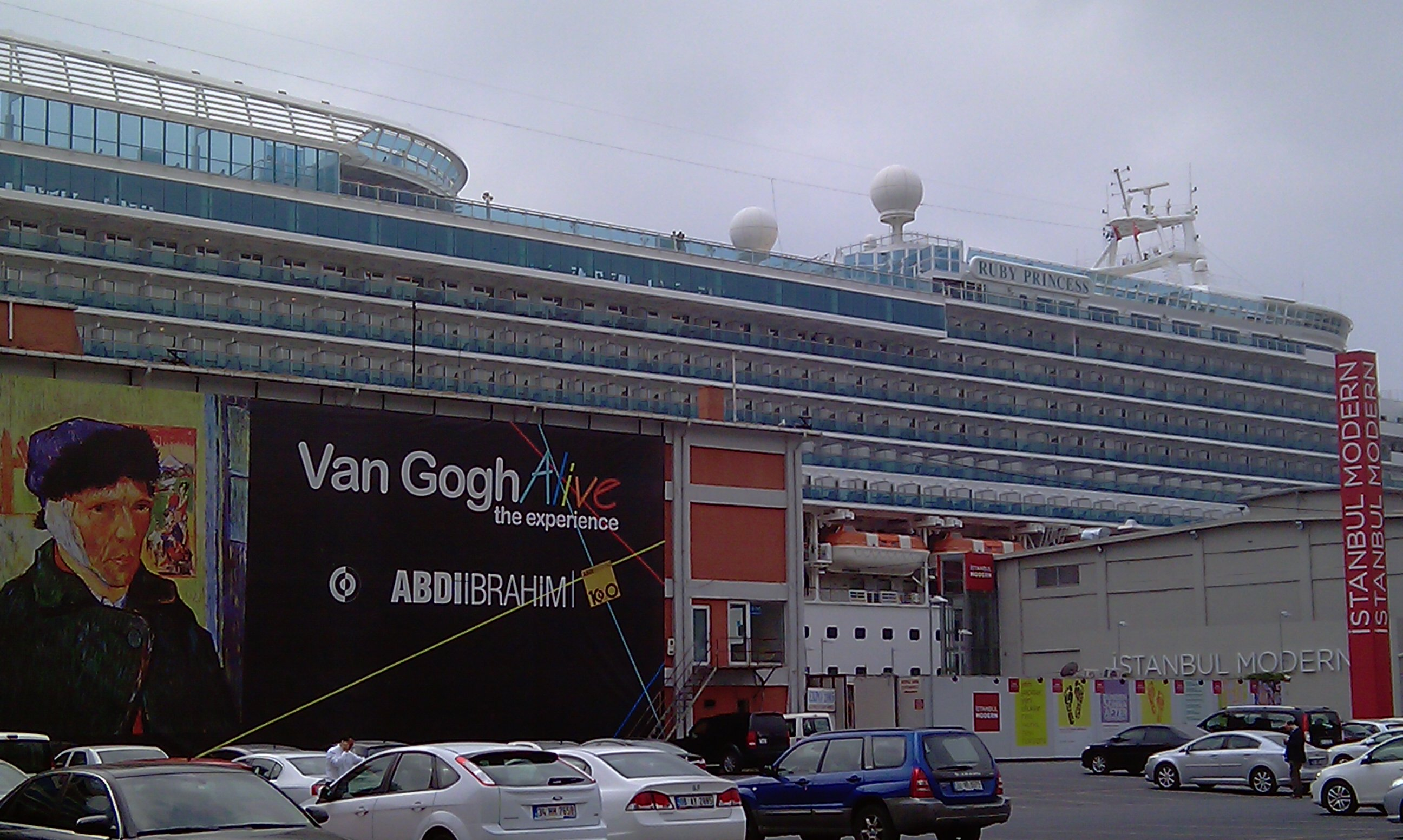
Галерея Истанбул Модерн на фоне круизного лайнера Руби Принцессв порту Каракёй
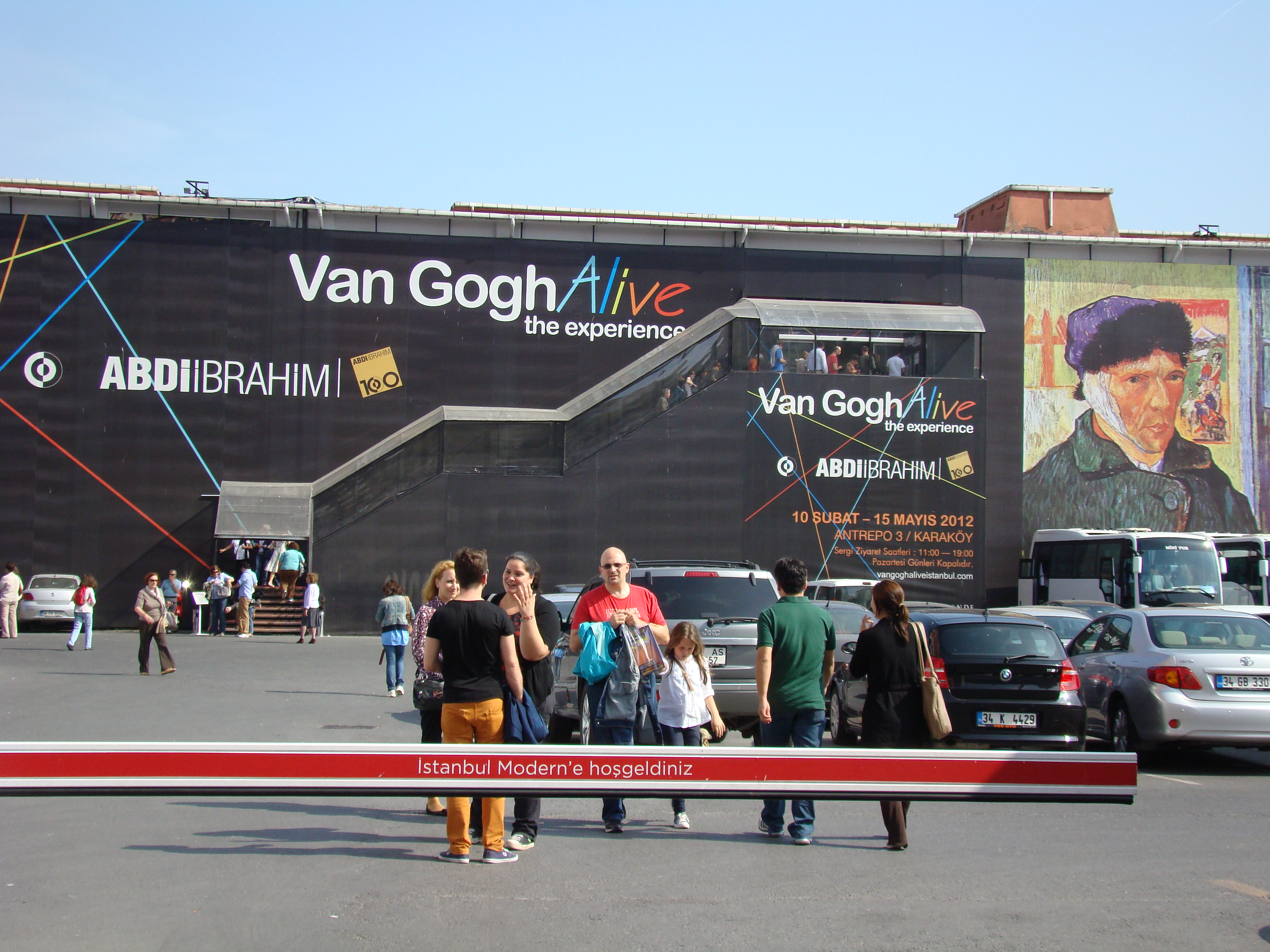
Выставка инсталляций произведений Ван Гога в Истанбул Модерн, май 2012 года
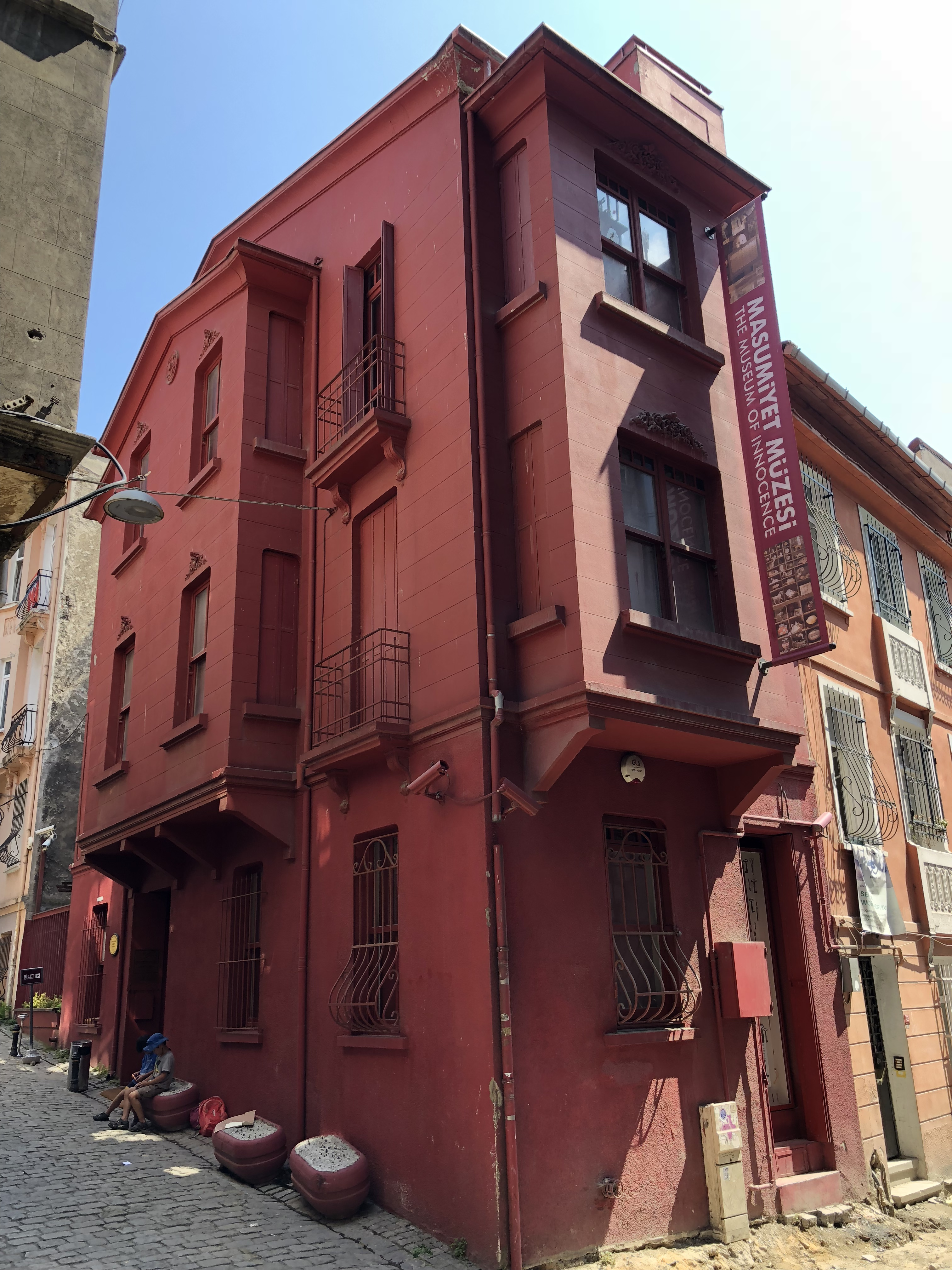
Музей невинности, Чукурджума
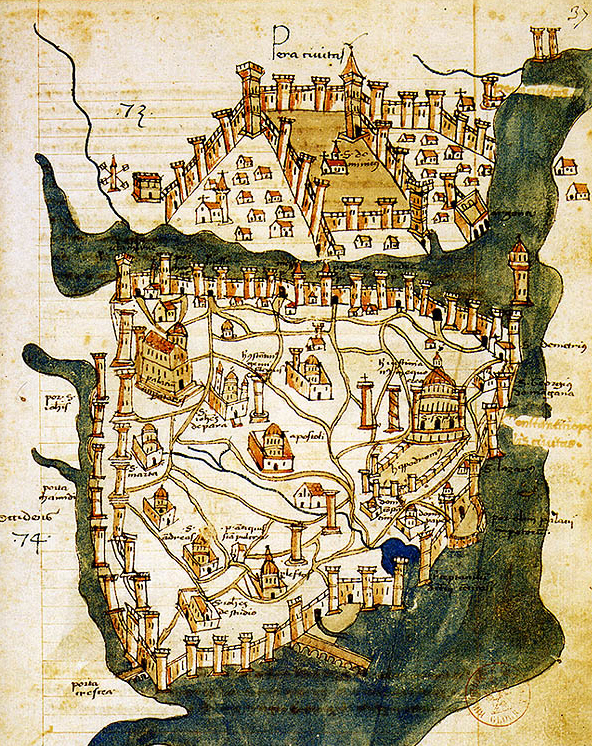
Карта Константинополя (1422 г.) флорентийского картографа Кристофоро Буондельмонти, на которой изображена (значительно увеличенная) Пера (Бейоглу) на севере Золотого Рога, с полуостровом Константинополя на юге.
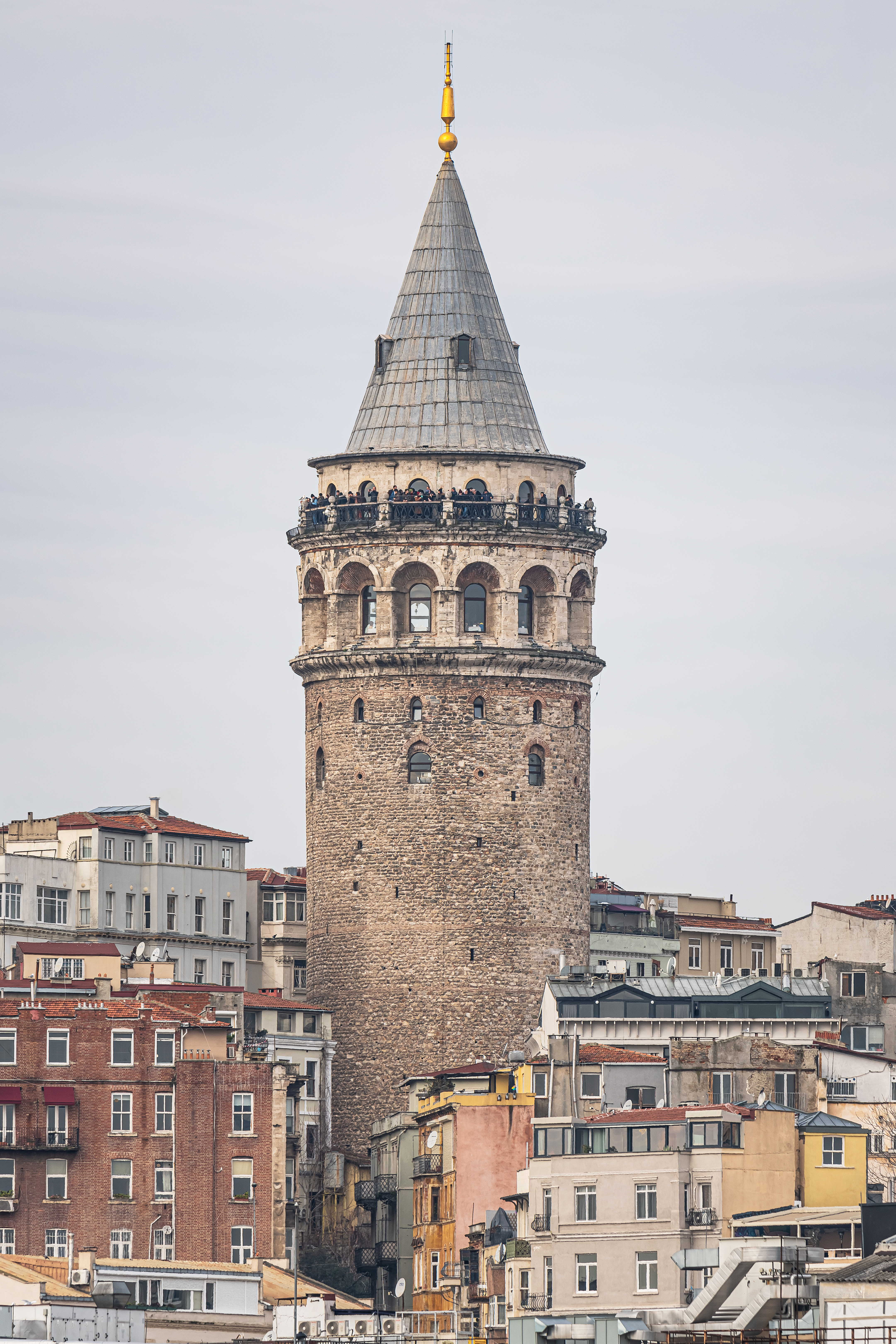
Галатская башня (1348) была построена генуэзцами на северной вершине цитадели Галата.
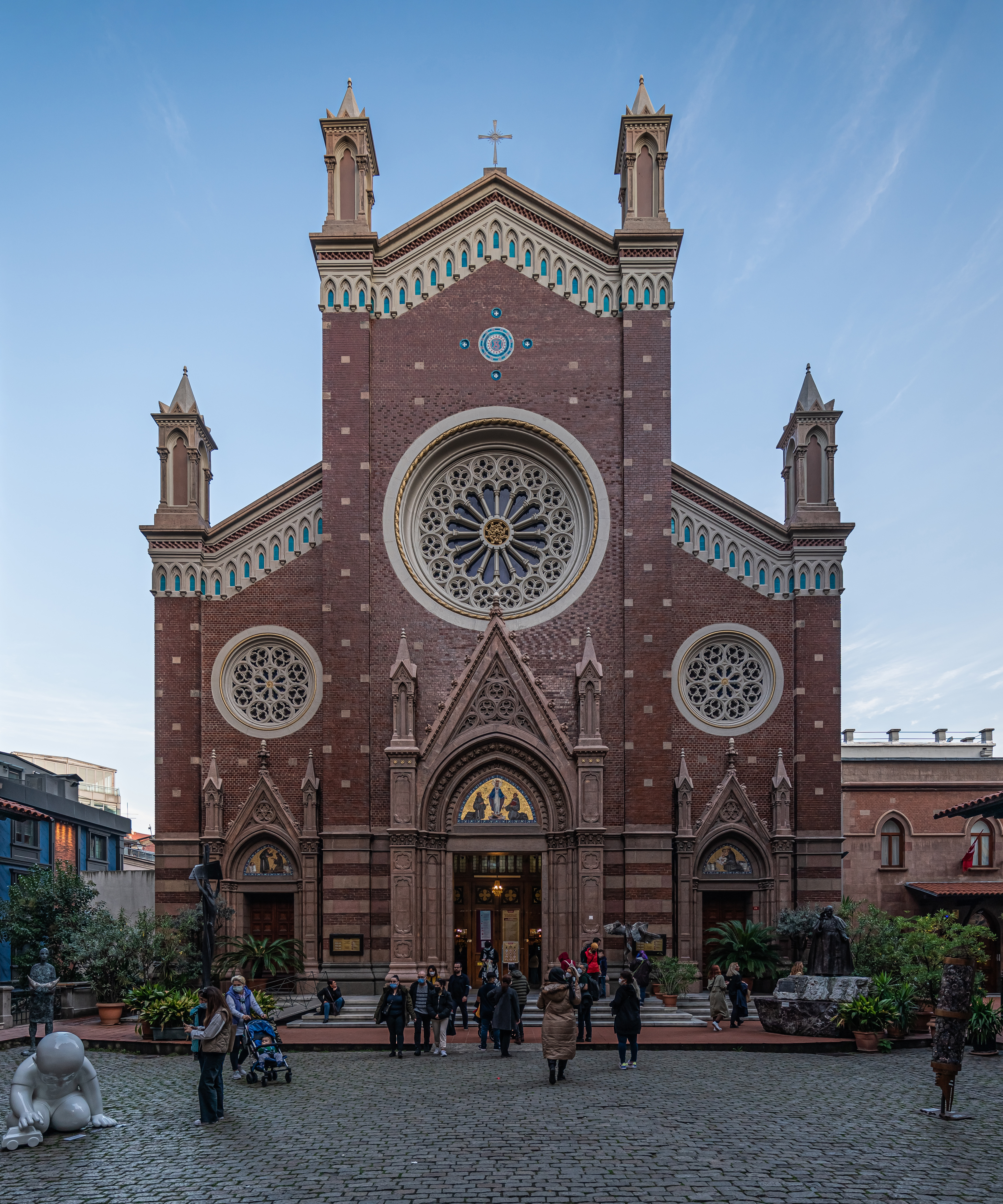
Церковь Святого Антония Падуанского на проспекте Истикляль в Бейоглу — самая большая католическая церковь в Стамбуле и Турции.
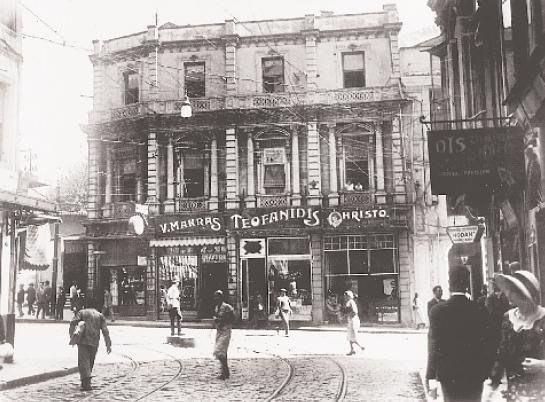
Греческие магазины на проспекте Истикляль в Бейоглу, 1930-е гг.
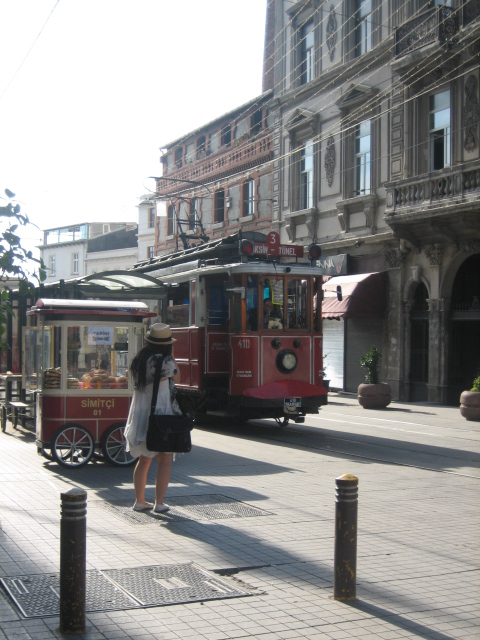
Исторический красный трамвай перед станцией Бейоглу в Тюнеле (1875 г.) на южной оконечности проспекта Истикляль.
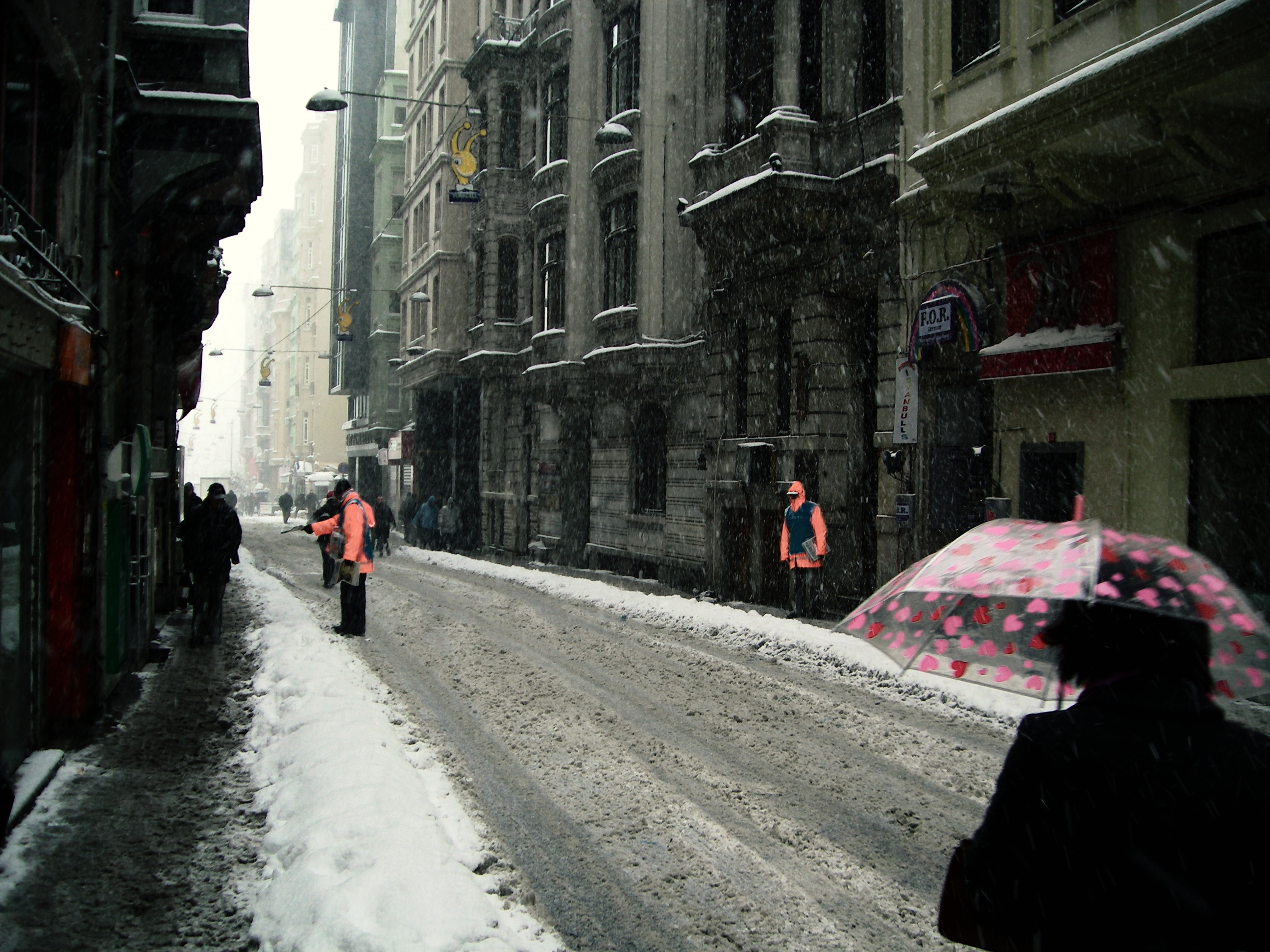
Снежный день на улице Сырасельвилер
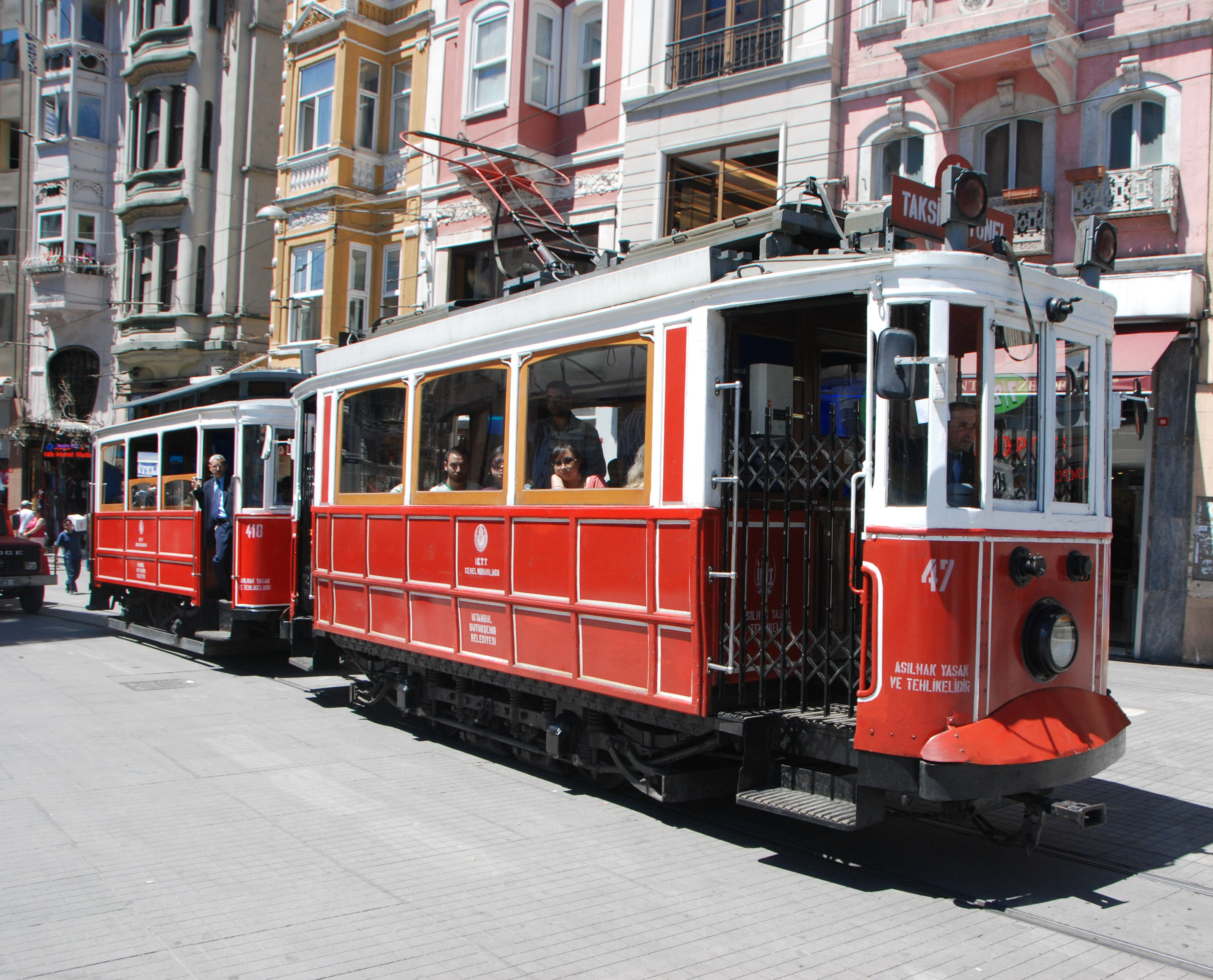
Исторический красный трамвай на проспекте Истикляль
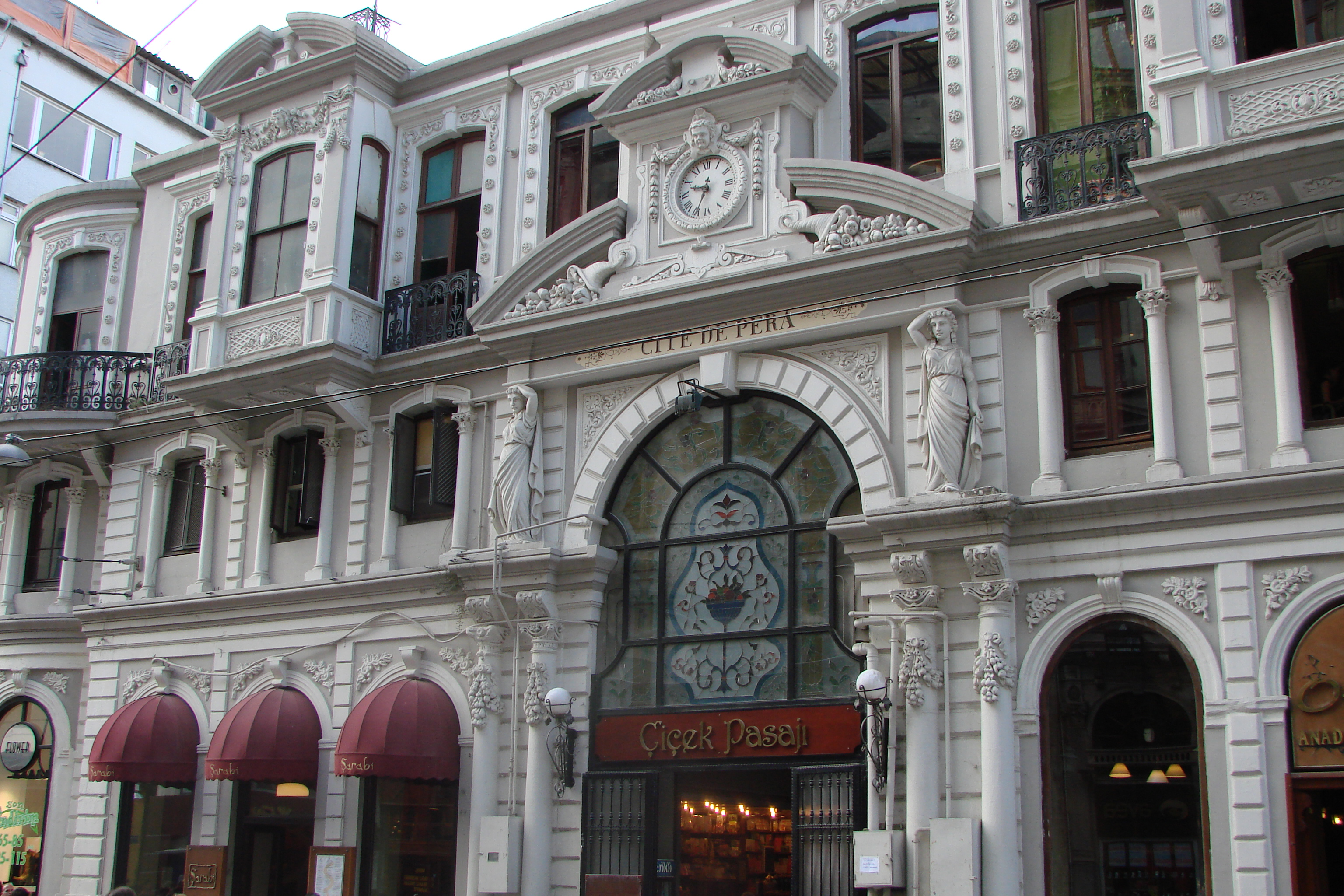
Цветочный пассаж (Cité de Péra) на проспекте Истикляль
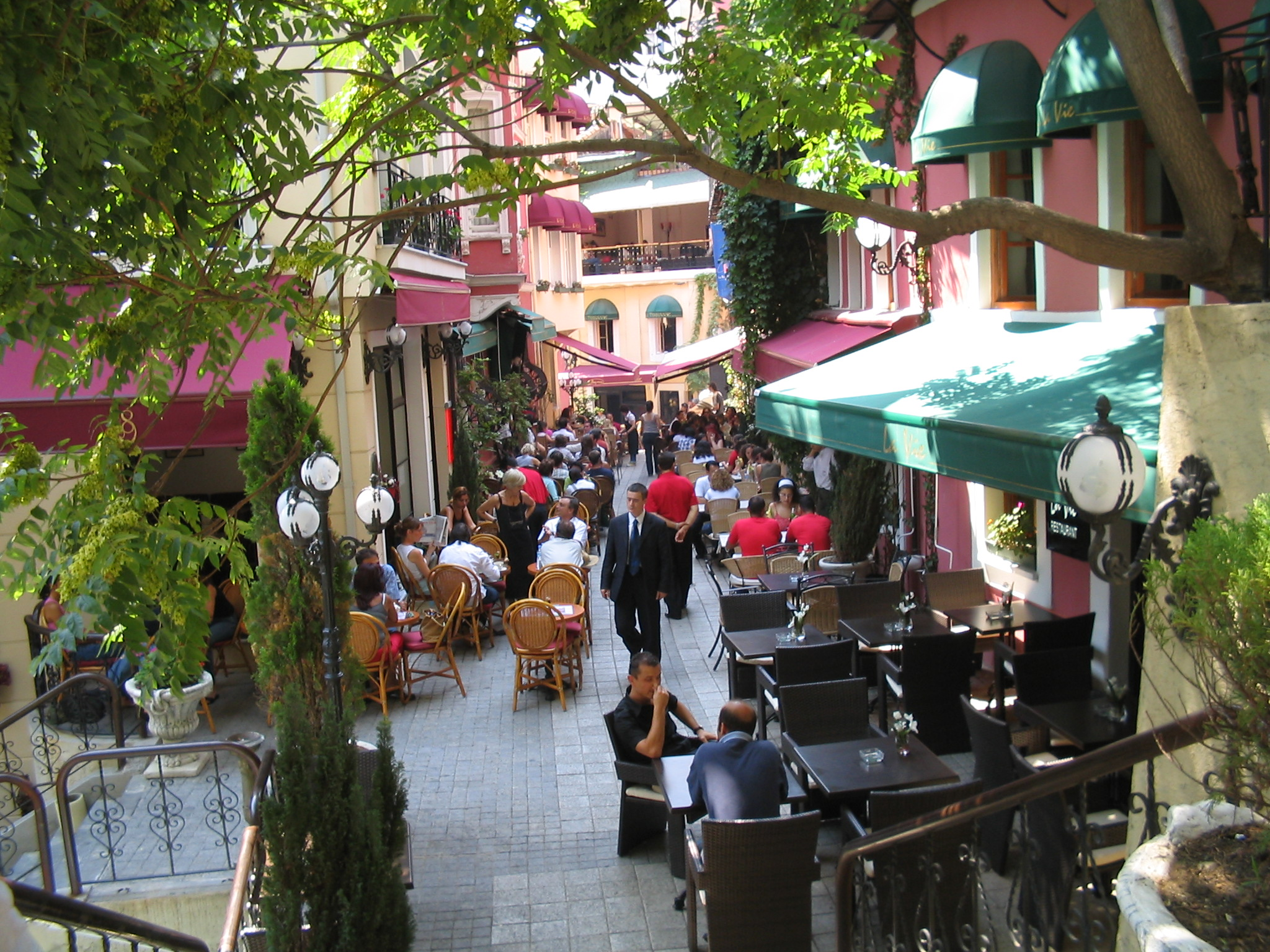
Алжирская улица, также известная как La Rue Française, славится своими пабами и ресторанами, где играет живая музыка.
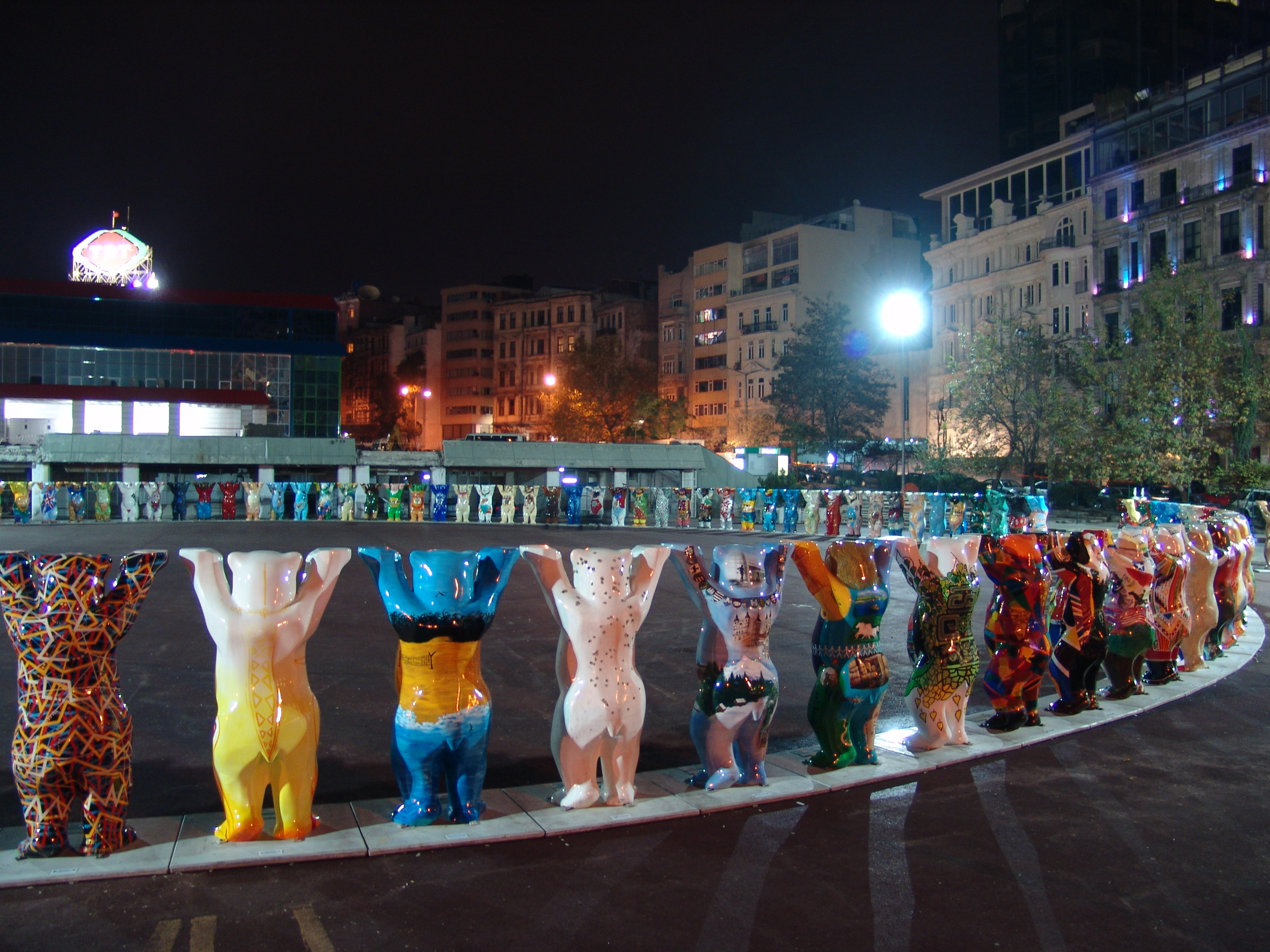
Объединяющая выставка United Buddy Bears была показана на площади Тепебаши Пера в Бейоглу в 2004 году.
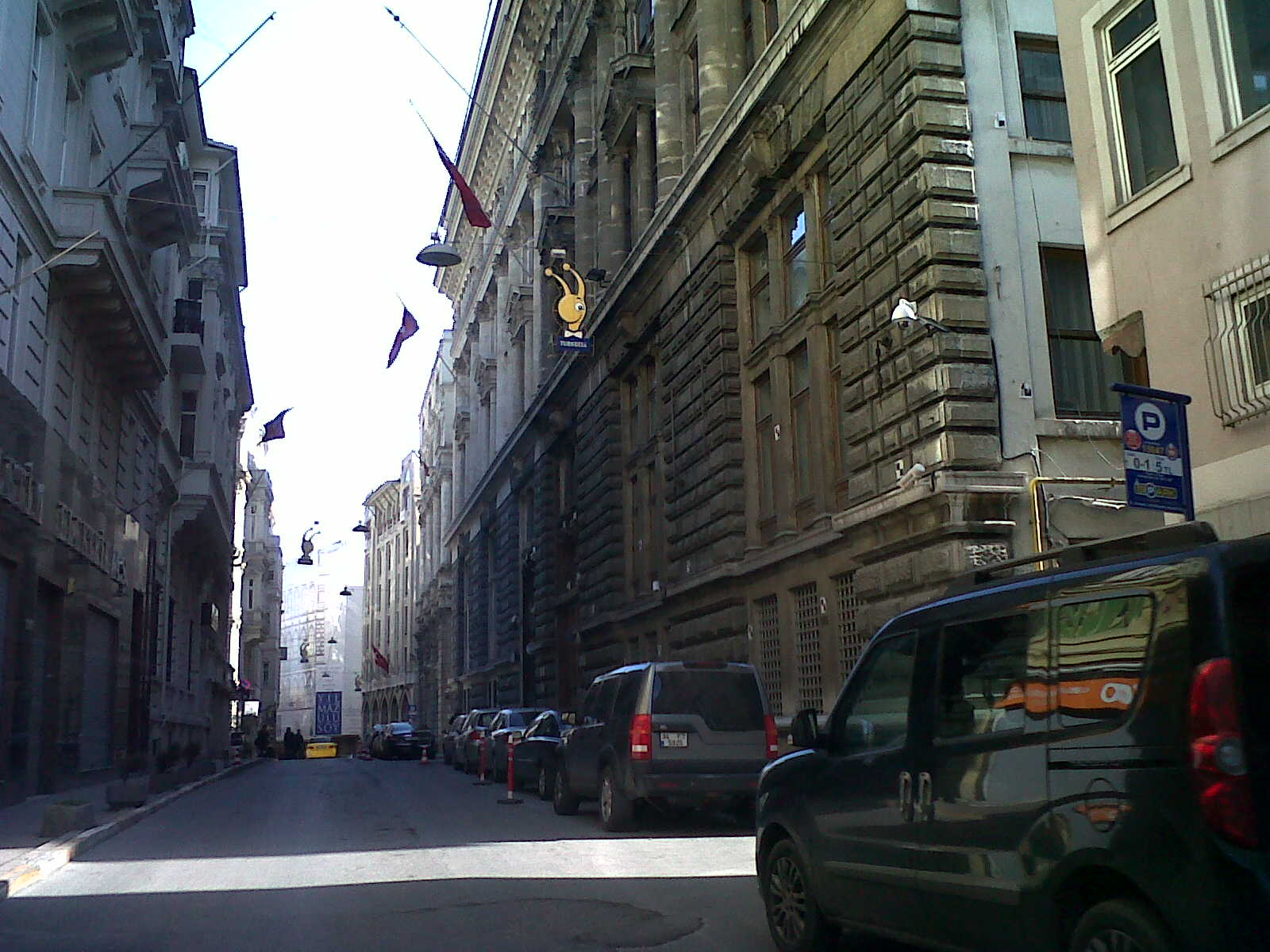
Улица Банкалар в квартале Галата (Бейоглу) была финансовым центром Османской империи.